# Référendum constitutionnel antiguais de 2018
Le référendum constitutionnel antiguais de 2018 a lieu le 6 novembre 2018 à Antigua-et-Barbuda afin de modifier la constitution pour faire de la Cour caribéenne de justice l'ultime cour d'appel du pays à la place du Comité judiciaire du conseil privé, basé à Londres. 
Si la campagne a lieu de manière apolitique, le changement est notamment porté par le procureur général Steadroy « Cutie » Benjamin, qui présente ce transfert comme une marque d'indépendance de l'île. 
Ce référendum, premier du genre dans le pays, est organisé en collaboration avec le gouvernement de la Grenade où un référendum identique a lieu le même jour.
La proposition, tout comme à la Grenade, est rejetée par 52,04 % des votants, pour un taux de participation de seulement 33,55 %.

## Condition
Le référendum portant sur une modification de la constitution, un quorum de 66,6 % des suffrages exprimés est requis pour qu'un résultat positif soit déclaré valide,. 

## Résultat
| Choix                     | Votes  | %     | Quorum |
| ------------------------- | ------ | ----- | ------ |
| Pour                      | 8 509  | 47,96 | 66,7 % |
| Contre                    | 9 234  | 52,04 |        |
|                           |        |       |        |
| Votes valides             | 17 743 | 99,78 |        |
| Votes blancs et invalides | 39     | 0,22  |        |
| Total                     | 17 782 | 100   |        |
| Abstentions               | 35 217 | 66,45 |        |
| Inscrits/Participation    | 52 999 | 33,55 |        |

| Votes « Oui » (47,96 %) |  |  | Votes « Non » (52,04 %) |
| ▲                       |  |  |                         |
| Majorité absolue        |  |  |                         |